# Flittchen Records
Flittchen Records war ein 1998 in Berlin von Almut Klotz und Christiane Rösinger gegründetes, kleines, unabhängiges Plattenlabel.

## Geschichte
Nach dem Ende ihrer gemeinsamen Band Lassie Singers gründeten Almut Klotz und Christiane Rösinger das Label, um weiterhin gemeinsame Musikprojekte betreiben und geistesverwandte Künstler fördern zu können. Zuerst erschienen auf dem Label zwei Kompilationen der Lassie Singers, danach Platten der Vermoosten Vløten, von Wagner & Pohl sowie sämtliche Alben von Christiane Rösingers Band Britta.

## Veröffentlichungen
- Lassie Singers: Rest Of, 1998, Flittchen Records
- Lassie Singers: Best Of, 1998, Flittchen Records
- Vermooste Vløten: ngongo
- Britta: Irgendwas ist immer, 1999, Flittchen Records
- V.A.: Stolz und Vorurteil: A Compilation of Female Gesang, Gitarren und Elektronik
- Britta: Kollektion Gold, 2001, Flittchen Records
- Popchor Berlin: Popchor Berlin CD # 1, 2002, Flittchen Records
- Britta: Lichtjahre voraus, 2003, Flittchen Records
- Popchor Berlin: Popchor Berlin CD # 2, 2004, Flittchen Records
- Wagner & Pohl: Celandine, 2005, Flittchen Records
- Britta: Das schöne Leben, 2006, Flittchen Records